# Callidium violaceum
Espèce
Callidium violaceum, la callidie violacée, est une espèce de coléoptères de la famille des cérambycidés (longicornes).